# ادواردز (میزوری)
ادواردز (به انگلیسی: Edwards) یک منطقهٔ مسکونی در ایالات متحده آمریکا است که در شهرستان بنتون، میزوری واقع شده‌است. ادواردز ۲۴۱٫۱ متر بالاتر از سطح دریا واقع شده‌است.